# Philip Werren
Philip Werren (* 6. April 1942) ist ein amerikanischer Komponist und Musikpädagoge.
Werren studierte an der Yale University (Bachelor) und an der Princeton University (Master of Fine Arts) bei Quincy Porter, Donald Martino, Milton Babbitt, Roger Sessions und Earl Kim. Weiterhin besuchte er die Darmstädter Ferienkurse, wo ihn Günter Bialas prägte. Zwischen 1968 und 1971 lehrte er am Centre for Communications and the Arts der Simon Fraser University. Ab 1977 unterrichtete bis zu seiner Emeritierung elektroakustische Musik an der School of Arts, Media, Performance & Design der York University. 
Als Komponist experimentierte er zeitweilig mit Synthesizern, Tonbandschleifen und natürlichen Geräuschen. Seine Werke aus den 1970er Jahren sind wie die von David Pritchard und Mort Garson typisch für die psychedelische Avantgarde-Musik der Zeit. Später war er davon überzeugt, dass sich die Bewegung und Energie im Tanz gut mit der elektronischen Musik kombinieren lassen, und ein Großteil seiner Arbeit in den 1980er Jahren ist dieser Beziehung nachgegangen, etwa Tellurian (1981), das er für Les Grands Ballets Canadiens verfasste und das mit einer Choreographie von Linda Rabin aufgeführt wurde. 1984 begann Werren mit der Erforschung der Möglichkeiten zur Erweiterung des Sound Chaser Music Systems, was zu zwanzig Studien für Sampler unter dem Titel Absolute Musik (1987) führte.